# تیراندازی ۲۰۱۵ کپنهاگ
تیراندازی ۲۰۱۵ کپنهاگ کمی قبل از ساعت ۱۶:۰۰ به وقت سی‌ای‌تی در تاریخ ۱۴ فوریه ۲۰۱۵ در شهر کپنهاگ، دانمارک اتفاق افتاد، در این رویداد، یک تجمع عمومی به نام هنر، توهین به مقدسات و آزادی بیان که به مناسبت گرامی داشت قربانیان حادثه تیراندازی شارلی ابدو، مجله طنز فرانسوی، برگزار شده بود، هدف حمله مسلحانه قرار گرفت. در این تجمع افراد سرشناسی چون لارس ویکس (گمان می‌رود هدف اصلی حمله بوده‌است)، ژت پلسنر دالی عضو پارلمان دانمارک و سفیر فرانسه در دانمارک حضور داشتند. در جریان این تیراندازی، یک غیرنظامی کشته و سه نیروی پلیس زخمی شدند.